# 超小型自動車

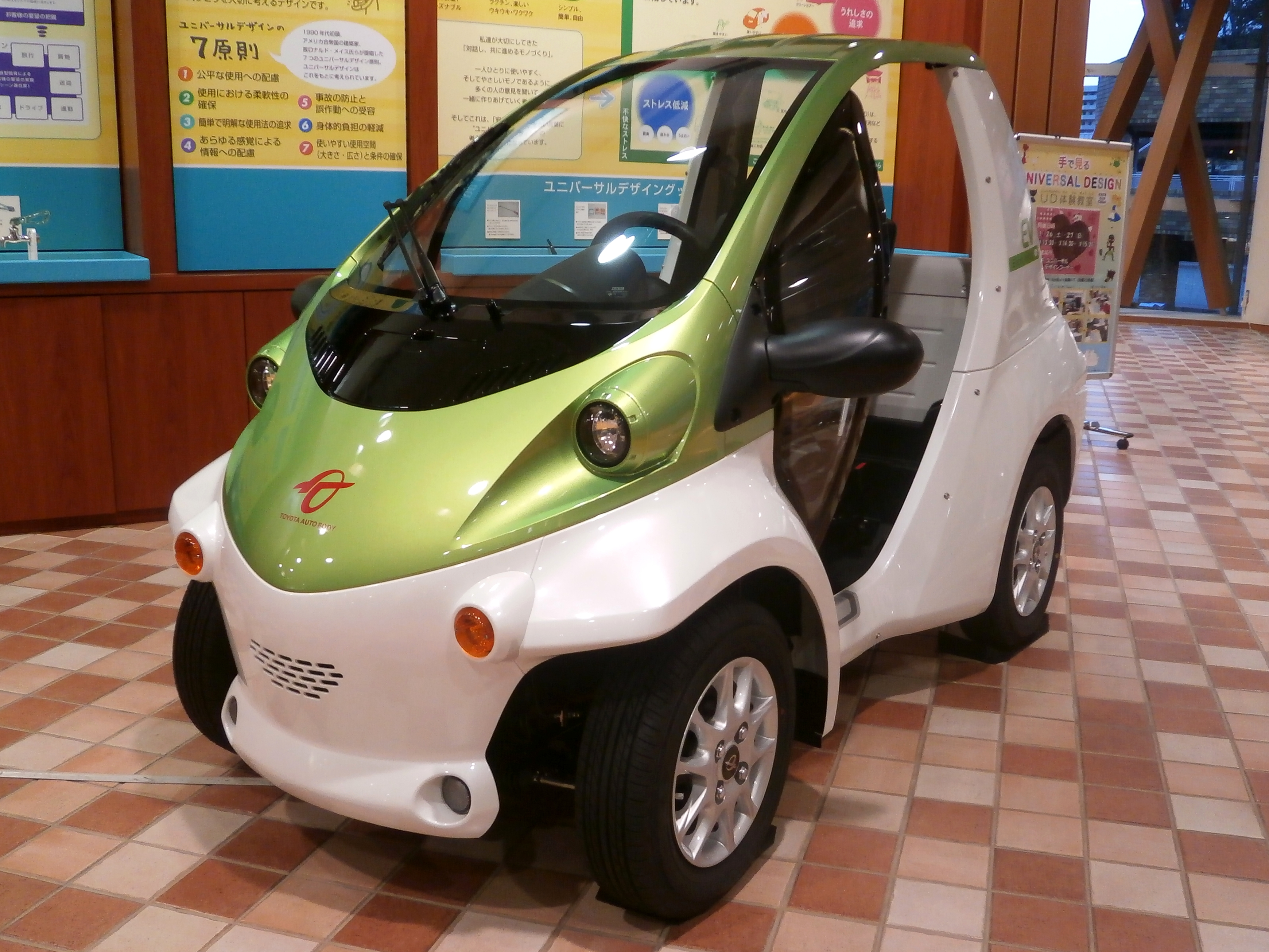
超小型モビリティのミニカー

超小型自動車（ちょうこがたじどうしゃ）または超小型モビリティとは、一人乗りや二人乗りの交通エネルギー削減、および少子・高齢化、観光に適した乗り物・陸上交通媒体のことである。

## 解説
国土交通省によると超小型モビリティは、「自動車よりコンパクトで小回りが利き、環境性能に優れ、地域の手軽な移動の足となる1人～2人乗り程度の車両」と定義されている。
一般的な超小型自動車は、電気モーターを動力としており、定格出力８キロワット以下と他の自動車と比較して低い。最高速度は約60km/hに設定されている。
主な用途としては、買い物や通学などの日常生活の交通手段、交通弱者の足としての活用、小口の配達などが挙げられる。
また、他の一般的な自動車ではなく超小型自動車を使用するメリットとして、交通密度が高い場合の交通性能の高さや、荷捌きスペースが小さいなどがある。
一方で、充電施設の設置や駐車場での駐車スペースの確保、車体の小ささゆえの被視認性の低さなどの問題もある。

### 超小型モビリティの区分
超小型モビリティは、その大きさや定格出力に応じて、3つの区分（第一種原動機付自転車（ミニカー）、軽自動車（型式指定車）、軽自動車（認定車））に分かれる。
|                              | 第一種原動機付自転車（ミニカー） | 軽自動車（型式指定車） | 軽自動車（認定車）                                    |
| ---------------------------- | -------------------------------- | ---------------------- | ----------------------------------------------------- |
| 最高速度                     | 60km/h（道路交通法）             | 構造上60km/h           | 個別の制限付与 （60km/hを目安とすることが予想される） |
| 定格出力                     | 0.6kW以下                        | 0.6kW超                | 0.6kW～8.0kW                                          |
| 長さ                         | 2.5m以下                         | 2.5m以下               | 3.4m以下                                              |
| 幅                           | 1.3m以下                         | 1.3m以下               | 1.48m以下                                             |
| 高さ                         | 2.0m以下                         | 2.0m以下               | 2.0m以下                                              |
| 駆動することができる車輪の数 | 2輪以下                          | 2輪以下                | 2輪以下                                               |

超小型モビリティが制定される以前に登録・届出が行われた日産・ニューモビリティコンセプトなどの車両は、四輪車に求められる保安基準のうち前照灯や衝突安全性などの要件を一部緩和し、それらに二輪車の保安基準を準用、走行可能エリアが限定されるなど運用上の制限を個別に付するすることで車検を取得していた。
超小型モビリティとして型式を取得した車両は、高速自動車国道や当該道路の最高速度が時速60キロメートルを超える道路（自動車専用道路を含む）を走行できないなど以外に運用上の制限はなく、自由に走行できる。ただ、道路交通法の扱いや道路運送法に基づく自動車道通行の可否などが課題となっている。

## 問題点
超小型車（超小型モビリティとして型式を取得した車両）が市販化されたとしても、道路交通法の扱い、保険（自賠責保険など）、車検、道路運送法に基づく自動車道の通行可否への対応が課題となっている。特に、軽自動車のうち形式指定車と認定車の場合、自賠責保険料、車検期間を毎年（1年車検）とするかが大きな課題となっている。

## 市販車
- C+pod
- コムス
- E-mo
- FOMM ONE
- イーアップル
- タジマ・ジャイアン
- ララ

## 引用・出典文献
- 超小型モビリティ運行の手引き書　参考事例集 (PDF)